# Пајратси Копер
Пајратси Копер су словеначки клуб америчког фудбала из Копера. Основани су 2010. године. Не такмиче се тренутно ни у једној лиги